# Kręg wystający

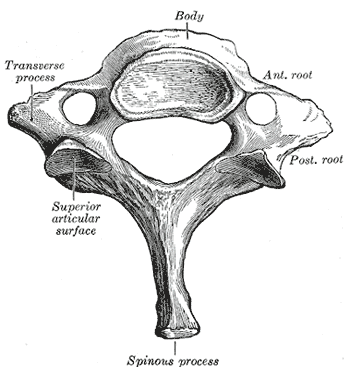
Kręg wystający człowieka widoczny od góry.

Kręg wystający (łac. vertebra prominens) – siódmy, ostatni kręg szyjny. Swoją nazwę zawdzięcza temu, że jest pierwszym wyraźnie wyczuwalnym kręgiem na ludzkiej szyi.
Poza znaczną długością wyrostek kolczysty kręgu jest pojedynczy (bez rozdwojenia na końcu). Trzon jest masywniejszy niż u typowych kręgów szyjnych (od trzeciego do szóstego), a otwór wyrostków poprzecznych pomniejszony i zwykle nie przebiegają przez niego tętnica  i żyła kręgowa (choć ta druga częściej od pierwszej może jednak przez niego przebiegać). Czasami listewka przednia jest znacznych rozmiarów i oddzielona od wyrostka poprzecznego – ma wtedy nazwę żebra szyjnego.
Wyczuwalność na szyi, poza długością wyrostka kolczystego, jest spowodowana także ukształtowaniem kręgosłupa (zobacz też: lordoza, kifoza).

## Dodatkowe grafiki

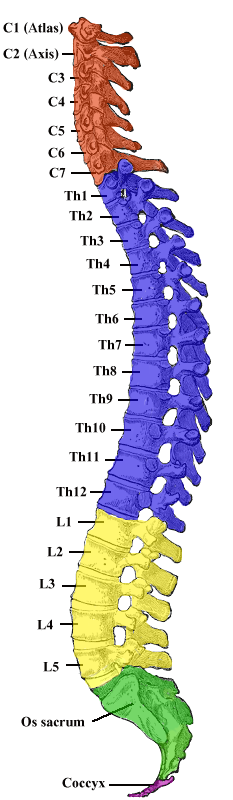
Kręgosłup z odcinkami wyróżnionymi kolorem. Kręg wystający podpisany C7.
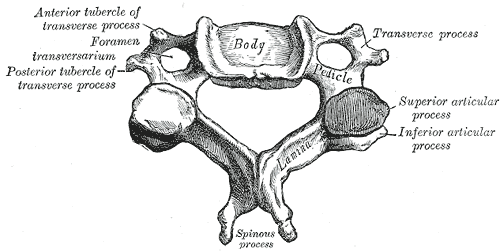
Jeden z typowych kręgów szyjnych (od trzeciego do szóstego). Widać mały, rozdwojony wyrostek kolczysty.